# Радовањ
Радовањ је планина у Херцеговини, смештена североисточно од Посушја. Висина јој је 1133 метра. Богата је храстовом шумом према којој је и највеће село у Посушју добило име Растовача. На самом врху Градини налази се антенски стуб, направљен 80 година прошлог века за потребе РТВ Сарајево.
Радовањ је опеван у песмама које се певају уз гусле и у гангама. Приступачна је, па је у пролеће посећује доста излетника, претежно деца. Планина је богата дивљачи посебно зецом и лисицом, а на врху има орлова. Лов је дозвољен само у зимском периоду.
Поред дивљачи чести становници су вук и дивља свиња, а понекад залута и медвед. Радовањ је планина на којој се прелама медитеранска и континентална клима. Године 2003. изгорела је источна страна јужног дела планине, али се полако обнавља.